# Sevilla Linces 2022
Questa voce raccoglie le informazioni riguardanti i Sevilla Linces nelle competizioni ufficiali della stagione 2022.

## LNFA Serie B 2022

### Stagione regolare
| Alicante 27 novembre 2021, ore 18:00 1ª giornata Intergruppo | Alicante Sharks | 45 – 12 referto | Sevilla Linces | Estadio Antonio Solana |

| Siviglia 11 dicembre 2021, ore 18:00 2ª giornata Intergruppo | Sevilla Linces | 48 – 0 referto | Telde Canes | Campo de Rugby San Jerónimo |

| Malaga 23 gennaio 2022, ore 12:00 1ª giornata Grupo Sur | Málaga Corsairs | 21 – 26 referto | Sevilla Linces | Campo de fútbol Juval |

| Siviglia 5 febbraio 2022, ore 18:00 2ª giornata Grupo Sur | Sevilla Linces | 49 – 13 referto | Almería Barbarians | Centro Deportivo San Antonio Drago |

| Siviglia 19 febbraio 2022, ore 18:00 3ª giornata Grupo Sur | Sevilla Linces | 0 – 19 referto | Granada Lions | Campo de Rugby San Jerónimo |

| Siviglia 12 marzo 2022, ore 18:00 Recupero 3ª giornata Intergruppo | Sevilla Linces | 10 – 0 referto | Tenerife Helldogs | Centro Deportivo Alcosa |

| Mairena del Aljarafe 27 marzo 2022, ore 12:00 6ª giornata Grupo Sur | Mairena Blue Devils | 14 – 8 referto | Sevilla Linces | Estadio Francisco Castilla Romero |

### Playoff
| 1º maggio 2022 Quarti di finale | Mairena Blue Devils | 52 – 14 | Sevilla Linces |  |

## Statistiche di squadra
| Competizione      | %Vittorie | In casa | In casa | In casa | In casa | In casa | In casa | In trasferta | In trasferta | In trasferta | In trasferta | In trasferta | In trasferta | Totale | Totale | Totale | Totale | Totale | Totale |
| Competizione      | %Vittorie | G       | V       | N       | P       | Pf      | Ps      | G            | V            | N            | P            | Pf           | Ps           | G      | V      | N      | P      | Pf     | Ps     |
| ----------------- | --------- | ------- | ------- | ------- | ------- | ------- | ------- | ------------ | ------------ | ------------ | ------------ | ------------ | ------------ | ------ | ------ | ------ | ------ | ------ | ------ |
| Stagione regolare | .571      | 4       | 3       | 0       | 1       | 107     | 32      | 3            | 1            | 0            | 2            | 46           | 80           | 7      | 4      | 0      | 3      | 153    | 112    |
| Playoff           | .000      | 0       | 0       | 0       | 0       | 0       | 0       | 1            | 0            | 0            | 1            | 14           | 52           | 1      | 0      | 0      | 1      | 14     | 52     |
| Totale            | .500      | 4       | 3       | 0       | 1       | 107     | 32      | 4            | 1            | 0            | 3            | 60           | 132          | 8      | 4      | 0      | 4      | 167    | 164    |